# Temelucha confusa
Temelucha confusa är en stekelart som beskrevs av Setsuya Momoi 1970. Temelucha confusa ingår i släktet Temelucha och familjen brokparasitsteklar. Inga underarter finns listade i Catalogue of Life.